# UFC 134
UFC 134: Silva vs. Okami（ユーエフシー・ワンサーティフォー：シウバ・バーサス・オカミ）は、アメリカ合衆国の総合格闘技団体「UFC」の大会の一つ。2011年8月27日、ブラジル・リオデジャネイロ州リオデジャネイロのHSBCアリーナで開催された。

## 大会概要
13年ぶりのブラジル開催となった本大会ではアンデウソン・シウバと岡見勇信によるUFC世界ミドル級タイトルマッチが組まれた。
修斗世界ミドル級（-76kg）王者ルイス・ラモス、Jungle Fightウェルター級王者エリック・シウバ、キャリア11戦全勝のスタニスラブ・ネドコフがUFCデビュー。

## 試合結果

### プレリミナリィカード
第1試合 バンタム級ワンマッチ 5分3R
○  イーブス・ジャボウィン vs.  イアン・ラブランド ×
3R終了 判定2-1（27-30、29-28、29-28）
第2試合 フェザー級ワンマッチ 5分3R
○  ユーリ・アルカンタラ vs.  フェリペ・アランテス ×
3R終了 判定3-0（30-27、30-27、29-28）
第3試合 ウェルター級ワンマッチ 5分3R
○  エリック・シウバ vs.  ルイス・ラモス ×
1R 0:40 TKO（右フック→パウンド）
第4試合 バンタム級ワンマッチ 5分3R
○  ハファエル・アスンソン vs.  ジョニー・エドゥアウド ×
3R終了 判定3-0（30-27、30-27、30-27）
第5試合 ウェルター級ワンマッチ 5分3R
○  パウロ・チアゴ vs.  デビッド・ミッチェル ×
3R終了 判定3-0（30-27、30-27、30-27）

### Spike中継カード
第6試合 ミドル級ワンマッチ 5分3R
○  ホジマール・パリャーレス vs.  ダン・ミラー ×
3R終了 判定3-0（29-27、30-27、30-25）
第7試合 ライト級ワンマッチ 5分3R
○  チアゴ・タバレス vs.  スペンサー・フィッシャー ×
2R 2:51 TKO（マウントパンチ）

### メインカード
第8試合 ライトヘビー級ワンマッチ 5分3R
○  スタニスラブ・ネドコフ vs.  ルイス・カーニ ×
1R 4:13 TKO（スタンドパンチ連打）
第10試合 ライト級ワンマッチ 5分3R
○  エジソン・バルボーザ vs.  ロス・ピアソン ×
3R終了 判定2-1（29-28、28-29、29-28）
第11試合 ヘビー級ワンマッチ 5分3R
○  アントニオ・ホドリゴ・ノゲイラ vs.  ブレンダン・シャウブ ×
1R 3:09 KO（スタンドパンチ連打）
第11試合 ライトヘビー級ワンマッチ 5分3R
○  マウリシオ・ショーグン vs.  フォレスト・グリフィン ×
1R 1:53 KO（右フック→パウンド）
第12試合 UFC世界ミドル級タイトルマッチ 5分5R
○  アンデウソン・シウバ vs.  岡見勇信 ×
2R 2:04 TKO（右フック→パウンド）
※シウバが9度目の防衛に成功。

### 各賞
ファイト・オブ・ザ・ナイト： エジソン・バルボーザ vs. ロス・ピアソン
ノックアウト・オブ・ザ・ナイト: アントニオ・ホドリゴ・ノゲイラ
サブミッション・オブ・ザ・ナイト： 該当者なし
各選手にはボーナスとして100,000ドルが支給された。